# Katherine Haber
Katherine Haber (nacida Katherine Sauks, Toronto, 31 de agosto de 1994) es una deportista canadiense que compitió en remo. Ganó una medalla de bronce en el Campeonato Mundial de Remo de 2016, en la prueba de scull individual ligero.

## Palmarés internacional
| Campeonato Mundial | Campeonato Mundial      | Campeonato Mundial | Campeonato Mundial      |
| Año                | Lugar                   | Medalla            | Prueba                  |
| ------------------ | ----------------------- | ------------------ | ----------------------- |
| 2016               | Róterdam (Países Bajos) | Medalla de bronce  | Scull individual ligero |